# Stethorrhagus latoma
Stethorrhagus latoma är en spindelart som beskrevs av Alexandre B. Bonaldo och Antonio D. Brescovit 1994. Stethorrhagus latoma ingår i släktet Stethorrhagus och familjen flinkspindlar.
Artens utbredningsområde är Venezuela. Inga underarter finns listade i Catalogue of Life.